# Wim Hendriks (voetballer)
Wilhelmus Johannes ("Wim") Hendriks (Amsterdam, 19 april 1930 – Arnhem, 24 maart 1975) was een Nederlands voetballer die als verdediger speelde
Hendriks kwam uit voor Vitesse net als zijn vader Jo Hendriks. Hij begon in 1946 als aanvaller maar werd al snel verdediger. In 1952 en 1953 kwam hij drie keer uit voor het Nederlands voetbalelftal. Hij maakte deel uit van de selectie voor de Olympische Zomerspelen in 1952 maar kwam daar niet in actie. In 1954 ging hij betaald voetbal spelen bij De Graafschap in de NBVB. In 1955 ging hij naar KFC waar hij in april 1957 in opspraak kwam toen hij weigerde om in een oefenduel tegen zijn oude club Vitesse uit te komen. Hierna werd hij door KFC geschorst en keerde pas in november 1957 terug in het team. In 1959 eindigde zijn spelersloopbaan.

## Carrièrestatistieken
| Seizoen         | Club            | Land            | Competitie        | Competitie | Competitie | Beker | Beker | Internationaal | Internationaal | Overig | Overig | Totaal | Totaal |
| Seizoen         | Club            | Land            | Competitie        | Wed.       | Dlp.       | Wed.  | Dlp.  | Wed.           | Dlp.           | Wed.   | Dlp.   | Wed.   | Dlp.   |
| --------------- | --------------- | --------------- | ----------------- | ---------- | ---------- | ----- | ----- | -------------- | -------------- | ------ | ------ | ------ | ------ |
| 1954/55         | De Graafschap   | Nederland       | NBVB (Afgebroken) | –          | 0          | –     | –     | –              | –              | –      | –      | –      | 0      |
| 1954/55         | De Graafschap   | Nederland       | Eerste klasse D   | –          | 2          | –     | –     | –              | –              | –      | –      | –      | 2      |
| 1955/56         | KFC             | Nederland       | Eerste klasse C   | –          | 0          | –     | –     | –              | –              | –      | 1      | –      | 1      |
| 1956/57         | KFC             | Nederland       | Eerste divisie A  | –          | –          | –     | 0     | –              | –              | –      | –      | –      | –      |
| 1957/58         | KFC             | Nederland       | Eerste divisie B  | –          | –          | –     | 0     | –              | –              | –      | –      | –      | –      |
| 1958/59         | KFC             | Nederland       | Eerste divisie B  | –          | –          | –     | 0     | –              | –              | –      | –      | –      | –      |
| Carrière totaal | Carrière totaal | Carrière totaal | Carrière totaal   | –          | –          | –     | 0     | 0              | 0              | –      | 1      | –      | –      |